# Roosh V
Daryush Valizadeh, né le 14 juin 1979 à Washington, D.C., également connu sous le nom de Roosh Valizadeh, Roosh V, ou Roosh Vorek, est un blogueur et écrivain américain. 
Il est surtout connu pour son ancien parcours de pick up artist (ou PUA, qui signifie littéralement « artiste de la drague »), au cours duquel il publie de nombreux articles sur son site personnel, sur le site Return of Kings et des livres pour expliquer aux hommes comment séduire les femmes dans différents pays du monde.
Ses conseils, ses vidéos et ses écrits ont été sévèrement critiqués par les féministes et Valizadeh a été accusé d’être misogyne, homophobe et antisémite, de faire l'apologie du viol et d'entretenir des liens avec l'alt-droite. Plusieurs de ses publications furent bannies de diverses plateformes. Le 30 mai 2018, DreamHost a fermé le site Kings Wiki. Le 10 septembre 2018, plusieurs de ses livres sont retirés de la plateforme d'autopublication d'Amazon,. Il a également été sanctionné sur YouTube après en avoir enfreint les règles, cette plateforme représentant une source de revenus pour lui,. Le 1er octobre 2018, Valizadeh annonce qu'aucun nouvel article ne sera publié sur Return of Kings, en raison d'une baisse des revenus survenue lorsque PayPal et Disqus ont cessé de collaborer avec lui,.
En 2019, il se convertit au christianisme orthodoxe, abandonne complètement l'idéologie Pua[Quoi ?] et bannit tous les sujets s'y rapportant sur son forum et son site web. Il retire également de la vente tous les livres liés à la drague en 2020. Valizadeh affirme être gêné par ce qu’il a écrit auparavant et condamne désormais les rapports sexuels extraconjugaux. En 2021, il se fait baptiser officiellement à l'Église orthodoxe russe hors frontières,,,,.

## Biographie

### Jeunesse
Valizadeh est né le 14 juin 1979 à Washington, D.C., d'un père d'origine iranienne et d'une mère d'origine arménienne. Il dit : « Mes parents sont originaires du Moyen-Orient ; mon identité raciale n'est donc pas américaine, mais plutôt iranienne et arménienne, même si je ne parle pas les langues de ces pays. » Valizadeh a obtenu un diplôme de microbiologie à l'université du Maryland en 2001.

### Activités

#### PUA (2005 – 2018)
En 2005, Valizadeh commence à publier conseils et anecdotes au sujet de rapports sexuels avec des femmes dans son premier blogue, DC Bachelor, de façon anonyme par crainte de nuire à sa carrière de microbiologiste. Il crée ensuite un nouveau blogue qui portera le nom de Roosh V en 2006, ainsi qu'un forum du même nom en 2008. En 2007, il quitte son travail et publie Bang: The Pickup Bible That Helps You Get More Lays, un guide pour séduire les femmes. Il enchaîne avec des guides de drague portant sur les divers pays qu'il visite. C'est à ce moment qu'il commence à écrire et à produire du contenu à temps plein et comme principale source de revenus,. De 2007 à 2018, Roosh vit une vie de nomade, principalement en Amérique du Sud et en Europe de l'Est,,. En 2012, il lance le forum Roosh V et en 2012, le blogue Return of Kings, qu'il déclare être destiné «aux hommes hétérosexuels et virils». En 2016, il affirme toutefois ne plus s'identifier à la communauté PUA.
Les événements publics qu'il organise suscitent généralement une forte réaction négative. Alors que Valizadeh visite Montréal en 2015, un rassemblement s’organise contre sa présence et une femme lui lance une bière au visage. En février 2016, Valizadeh organise, puis annule à la dernière minute 160 rassemblements ayant lieu simultanément dans 43 pays,. Des internautes se sont exprimés afin de faire interdire ces rassemblements et de nombreuses figures politiques ont déclaré que ces rassemblements ne seraient pas tolérés dans leurs villes, notamment à Bruxelles. Concernant l'annulation, Valizadeh cite l’impossibilité d’assurer la sécurité des participants face aux opposants,.
En octobre 2018, après que ses livres soient bannis d’Amazon.com et que ses comptes soient radiés de PayPal et de Disqus, il annonce l’interruption indéfinie de la publication de contenu sur Return of Kings, en invoquant une dégradation de la qualité du contenu, une fréquentation du site en berne, des revenus à la baisse, son épuisement et la menace de la censure,.

#### Religion (depuis 2019)
En mars 2019, Valizadeh se convertit au Christianisme. Il enlève de la vente tous ses livres qui promeuvent la fornication, supprime tous les articles de son blogue et toutes les discussions sur son forum qui parlent de sexe et de conseils pour coucher avec les femmes. Il dira notamment qu’il était embarrassé des livres qu’il a publié à ce sujet, . En février 2021, il sort un livre intitulé American Pilgrim. American Pilgrim est un mémoire de plus de 350 pages qui parle de la première année de sa vie de chrétien après avoir décidé de se repentir de ses péchés et servir Jésus Christ. Il voyage à travers les États-Unis pour délivrer son témoignage en personne tout en racontant les tentations et les embuches de Satan, le travail spirituel entrepris pour approfondir sa foi de nouveau chrétien et déplore l’état lamentable de l’Amérique dans des temps de grands bouleversements.
Le 1er mai 2021, Valizadeh est baptisé dans l’Église orthodoxe russe hors frontières au monastère orthodoxe de la Sainte Trinité de Jordanville dans l'état de New York.

### Controverses
Valizadeh désigne son système de croyances à l’aide du terme « néomasculinité », qu’il décrit comme étant basé sur des principes relatifs à la biologie, sur des croyances traditionnelles concernant la masculinité ainsi que sur un rejet de la « décadence occidentale ». Valizadeh est en faveur de l’adoption de rôles traditionnels hétéronormatifs pour les hommes autant que les femmes et croit que le féminisme a causé du tort aux femmes, aux hommes et à la société en général. De plus, il affirme que les hommes et les femmes présentent de très grandes différences sur les plans physique et mental, et que l’essentiel de la valeur d’une femme est dérivé de sa fertilité et de sa beauté. Valizadeh se décrit comme étant « pro-femme », en expliquant qu’il souhaite que les femmes « vivent une vie qui sied à leur biologie et à leur génétique ».
Les conseils, les vidéos, et les écrits de Roosh attirent la critique des féministes et de la gauche politique en général, dont des accusations de misogynie, de l’apologie du viol, d'antisémitisme, de liens à l’alt-droite et de promouvoir la domination de l’homme hétérosexuel blanc dans la société. En réponse, Roosh décrit ses histoires comme étant de l’«écriture sexuelle macho» et ajoute, « Si vous tenez à argumenter que mes pratiques sont immorales, ce que vous pouvez j'en suis sûr, alors nous pouvons commencer à analyser le comportement des femmes : leurs mensonges, leur manque de respect, leurs manipulations, leur façon de tricher, et leur comportement peu fiable de girouette qui fait qu'elles annulent des rendez-vous à la dernière minute sans excuse valable. Alors, si je suis immoral, elles le sont d’autant plus,. »

## Publications
- 2007 : Bang (2e édition en 2010 intitulé Bang: The Pickup Bible That Helps You Get More Lays in 60 Days et Bang: The Most Infamous Pickup Book In The World)
- 2009 : A Dead Bat in Paraguay: One Man's Peculiar Journey Through South America
- 2010 : Bang Colombia: Textbook On How To Sleep With Colombian Women
- 2011 : Roosh's Brazil Compendium: Pickup Tips, City Guides, And Stories
- 2011 : Roosh’s Argentina Compendium: Pickup Tips, City Guides, And Stories
- 2011 : Compliment & Cuddle: The Beta Male Method To Getting Laid
- 2011 : Bang Iceland: How To Sleep With Icelandic Women In Iceland
- 2011 : Day Bang: How to Casually Pick up Girls During the Day
- 2011 : Don't Bang Denmark: How To Sleep With Danish Women In Denmark (If You Must)
- 2012 : 30 Bangs: The Shaping Of One Man’s Game From Patient Mouse To Rabid Wolf
- 2012 : Gheridge
- 2012 : The Brazilian Movie Actress
- 2012 : The Medellin Diaries
- 2012 : Sour DSLs
- 2012 : Bang Poland: How To Make Love With Polish Girls In Poland
- 2012 : Bang Lithuania: How To Sleep With Lithuanian Women In Lithuania
- 2012 : Bang Estonia: How To Make Love With Estonian Girls In Estonia
- 2012 : Don't Bang Latvia: How To Sleep With Latvian Women In Latvia Without Getting Scammed
- 2012 : Bang Ukraine: How To Sleep With Ukrainian Women In Ukraine
- 2013 : Why Can't I Use a Smiley-Face: Stories From One Month In America
- 2013 : The Best of Roosh - Volume One: Deep into Game (2e édition 2019)
- 2014 : Poosy Paradise
- 2016 : Free Speech Isn't Free: How 90 Men Stood Up Against The Globalist Establishment -- And Won
- 2018 Jake Ultra
- 2018 : Game: How To Meet, Attract, And Date Attractive Women
- 2019 : Lady: How To Meet And Keep A Good Man For Love And Marriage
- 2019 : The Best Of Roosh - Volume 2 : Understanding Women
- 2021 : American Pilgrim